# Rana Dajani
Rana Dajani (...) è una biologa e docente giordana, associate professor alla Hashemite University, inserita nella Women in Science Hall of Fame nel 2015.

## Biografia
Rani Dajani (in arabo رنا دجاني‎?) si è laureata nel 1989 in biologia all'Universita' Hachimyia ad Amman, Giordania; ha conseguito un dottorato di ricerca in biologia molecolare nel 2005 all'Università dell'Ohio Si è laureata al Radcliffe Institute for Advanced Study a Harvard University e Eisenhower Fellowship. Alumna del programma Fulbright, ha ricevuto due premi Fulbright. È un'ex docente del centro di cellule staminali di Yale e visiting scholar preso l'Università di Cambridge e il centro di terapia con cellule staminali in Giordania.
La rivista scientifica musulmana Muslim Science Magazine con sede nel Regno Unito l'ha nominata una delle più influenti scienziate nel mondo islamico, classificandosi tredicesima tra le "100 donne arabe più potenti" in CEO Middle East Magazine.

## Premi e riconoscimenti
L'Ambasciata degli Stati Uniti in Giordania insieme all'Environment, Science, Technology and Health Office for the Middle East and North Africa dell'Ambasciata degli Stati Uniti ad Amman hanno inserito Rana Dajani nella Women in Science Hall of Fame (riconoscimento accordato dal Dipartimento di Stato degli Stati Uniti d'America) nel 2015. Questo premio ha riconosciuto il suo lavoro e le teorie sull'evoluzione biologica e Islam, concentrandosi sul genoma su diabete, cancro e cellule staminali. Fu determinante nello stabilire i termini della legge per l'uso della terapia con cellule staminali in Giordania, che aprì le porte alla regolamentazione nel mondo arabo e islamico.
Dajani è una sostenitrice dell'educazione scientifica per le donne, nonché della teoria dell'evoluzione biologica in relazione all'Islam. Ha fondato e diretto il programma We Love Reading che promuove l'alfabetizzazione infantile in 30 paesi. We Love Reading ha messo a disposizione mentori e ha formato 730 donne nelle tecniche di narrazione e nel 2017 ha vinto il Premio King Sejong Literacy dell'UNESCO Il risultato di ciò portò alla creazione di 330 biblioteche in tutta la Giordania, arricchendo l'alfabetizzazione di oltre 10.000 bambini, il 60% dei quali erano donne. Per questo lavoro ha ricevuto i seguenti onori: lo Star Award 2015 per l'impatto educativo; un riconoscimento del 2015 per i 50 innovatori sociali più talentuosi al World CSR Congress; la "Top Idea" OpenIDEO 2015 per i bambini rifugiati; ha ricevuto il premio letterario della Biblioteca del Congresso per le migliori pratiche nel 2013; nel 2009 ha ricevuto il premio Synergos per gli innovatori sociali del mondo arabo.
Nel 2010, Dajani è stata inserita come membro della Clinton Global Initiative della Clinton Foundation. Nel 2014 Dajani ha vinto il WISE Qatar Award e la King Hussein Medal of Honor del 2014 e nel 2009 ha ricevuto il King Hussein Cancer Center e il Biotechnology Institute award. Nell'ottobre 2017 è stata selezionata dall'Istituto Radcliffe per lo studio avanzato come membro del Programma di Fellowship dell'Istituto Radcliffe presso l'Università di Harvard.

## Pubblicazioni e impegno come relatrice
Dajani è membro della United Nations Jordanian Women's Advisory Council. Ha pubblicato su riviste peer reviewed, su Science e Nature. Tra i suoi impegni di relatrice c'è il Simposio presso l'Università di Cambridge, Massachusetts Institute of Technology, Università McGill e alla conferenza Belief in Dialogue del British Council.

## Altre Voci
Biologia molecolare
Giordania